# Minekaze-Klasse
Die Minekaze-Klasse (japanisch 峯風型駆逐艦 Minekaze-gata kuchikukan) war eine Klasse von fünfzehn Zerstörern der Kaiserlich Japanischen Marine, die zum Ende des Ersten Weltkrieges gebaut wurden und noch im Zweiten Weltkrieg zum Einsatz kamen.

## Liste der Schiffe
| Name                           | Bauwerft             | Kiellegung        | Stapellauf        | Indienststellung   | Verbleib                                                |           |
| 1. Gruppe                      | 1. Gruppe            | 1. Gruppe         | 1. Gruppe         | 1. Gruppe          | 1. Gruppe                                               | 1. Gruppe |
| ------------------------------ | -------------------- | ----------------- | ----------------- | ------------------ | ------------------------------------------------------- | --------- |
| Minekaze (峯風)                | Marinewerft Maizuru  | 20. April 1918    | 8. Februar 1919   | 29. März 1920      | versenkt am 10. Februar 1944                            |           |
| Sawakaze (澤風)                | Mitsubishi, Nagasaki | 7. Januar 1918    | 7. Januar 1919    | 16. März 1920      | abgewrackt 1948                                         |           |
| 2. Gruppe                      |                      |                   |                   |                    |                                                         |           |
| Okikaze (沖風)                 | Marinewerft Maizuru  | 22. Februar 1919  | 3. Oktober 1919   | 17. August 1920    | versenkt am 10. Januar 1943                             |           |
| Shimakaze (島風)               | Marinewerft Maizuru  | 5. September 1919 | 31. März 1920     | 15. November 1920  | umbau zum Patrouillenboot, versenkt am 10. Februar 1943 |           |
| Nadakaze (灘風)                | Marinewerft Maizuru  | 9. Januar 1920    | 26. Juni 1920     | 30. September 1921 | umbau zum Patrouillenboot, versenkt am 25. Juli 1945    |           |
| Yakaze (矢風)                  | Mitsubishi, Nagasaki | 15. Juli 1918     | 10. April 1920    | 19. Juli 1920      | gesunken am 20. Juli 1945                               |           |
| Hakaze (羽風)                  | Mitsubishi, Nagasaki | 11. November 1918 | 21. Juni 1920     | 16. September 1920 | versenkt am 23. Januar 1943                             |           |
| 3. Gruppe                      |                      |                   |                   |                    |                                                         |           |
| Shiokaze (汐風)                | Marinewerft Maizuru  | 15. Mai 1920      | 22. Oktober 1920  | 29. Juli 1921      | abgewrackt 1948                                         |           |
| Akikaze (秋風)                 | Mitsubishi, Nagasaki | 7. Juni 1920      | 14. Dezember 1920 | 1. April 1921      | versenkt am 3. November 1944                            |           |
| Yūkaze (夕風)                  | Mitsubishi, Nagasaki | 14. Dezember 1920 | 28. April 1921    | 24. August 1921    | Kriegsbeute Großbritannien                              |           |
| Tachikaze (太刀風)             | Marinewerft Maizuru  | 18. August 1920   | 31. März 1921     | 5. Dezember 1921   | versenkt am 17. Februar 1944                            |           |
| Hokaze (帆風)                  | Marinewerft Maizuru  | 30. November 1920 | 12. Juli 1921     | 22. Dezember 1921  | versenkt am 6. Juli 1944                                |           |
| 4. Gruppe (Nokaze-Unterklasse) |                      |                   |                   |                    |                                                         |           |
| Nokaze (野風)                  | Marinewerft Maizuru  | 16. April 1921    | 1. Oktober 1921   | 31. März 1922      | versenkt am 20. Februar 1945                            |           |
| Namikaze (波風)                | Marinewerft Maizuru  | 7. November 1921  | 24. Juni 1922     | 11. November 1922  | Kriegsbeute China                                       |           |
| Numakaze (沼風)                | Marinewerft Maizuru  | 10. August 1921   | 22. Mai 1922      | 24. Juli 1922      | versenkt am 19. Dezember 1943                           |           |

## Technik

### Rumpf
Der Rumpf eines Zerstörers der Minekaze-Klasse war 102,5 Meter lang, 9,04 Meter breit und hatte bei einer Einsatzverdrängung von 1.676 Tonnen einen Tiefgang von 2,9 Metern.  

### Antrieb
Der Antrieb erfolgte durch zwei Turbinensätze von Parson mit vier ölbefeuerten Dampferzeugern – Kesseln des Kampon-Typs – mit welcher eine Gesamtleistung von 38.500 PS (28.317 kW) erreicht wurde. Die Leistung wurde an zwei Wellen mit je einer Schraube abgegeben. Die Höchstgeschwindigkeit betrug 39 Knoten (72 km/h).
Es konnten 401 Tonnen Kraftstoff gebunkert werden, was zu einer maximalen Fahrstrecke von 3.600 Seemeilen (6.667 km) bei 14 Knoten führte.

### Bewaffnung

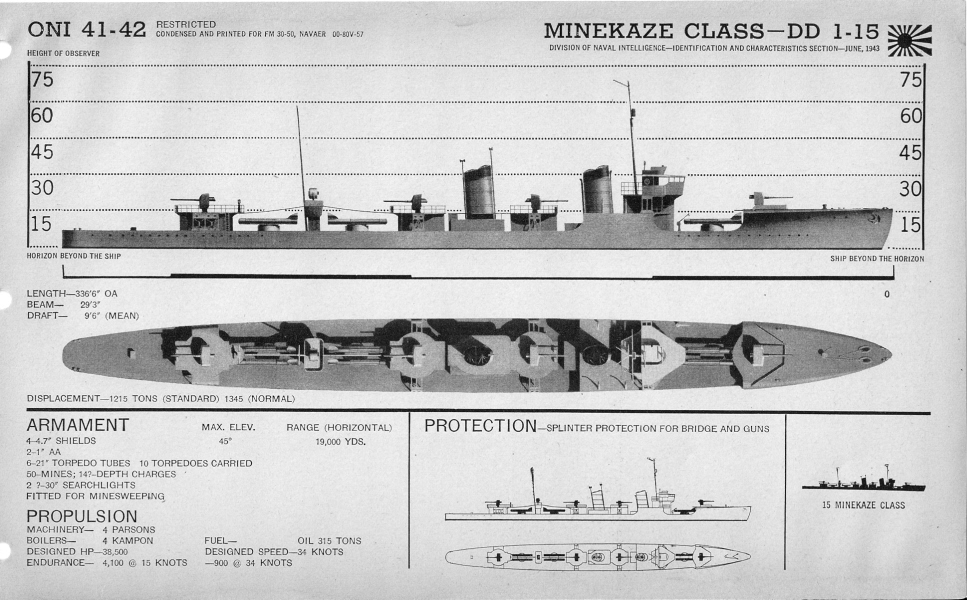
Aufstellung der Bewaffnung

Bei Indienststellung bestand die Bewaffnung aus vier 12-cm-Geschützen mit Kaliberlänge 45 des Typ 3. Diese konnten eine 20,4 Kilogramm schwere Granate bis zu 15 Kilometer weit schießen und waren in vier Einzellafetten verbaut. Diese Mittelpivotlafetten waren in Bootsmittellinie aufgestellt, verfügten über einfache Schilde, welche dem Splitterschutz dienten, und hatten ein Gewicht von 8,9 Tonnen. Zur Flugabwehr standen zwei 6,5-mm Maschinengewehre Typ 3 in Einzellafette zur Verfügung, welche beidseits auf der Brücke aufgestellt waren. Des Weiteren befanden sich als Torpedobewaffnung drei Zweifachtorpedorohrsätze im Kaliber 53,3 cm an Bord.

## Besatzung
Die Besatzung hatte eine Stärke von 148 Offizieren, Unteroffizieren und Mannschaften.